# Rock Embingou
Rock-Simplice Embingou (* 24. September 1968; auch Roch Embingou) ist ein ehemaliger Fußballspieler aus der Republik Kongo.

## Vereinskarriere
Embingou begann seine Karriere von 1988 bis 1995 bei Étoile du Congo in Brazzaville. Ab 1995 spielte er in Deutschland, zunächst bei Lok Altmark Stendal, mit denen er 1995/96 bis ins Viertelfinale des DFB-Pokals vordrang. Danach war er von 1997 bis 2001 beim VfL Halle 1896, von 2001 bis 2003 beim VfB Leipzig und von 2003 bis 2004 beim FSV Zwickau aktiv. Danach spielte er noch ein Jahr ohne Training für Saxonia Tangermünde in der Verbandsliga Sachsen-Anhalt, ehe er schließlich 2005 zum 1. FC Gera 03 in die Thüringenliga wechselte. Mit diesem gelang ihm 2007 der Aufstieg in die Oberliga Nordost. Hier beendete er schließlich nach der Oberligasaison 2007/08 im Alter von 39 Jahren seine aktive Karriere.
Zur Winterpause 2009/10 startete er ein Comeback beim SV Normania Treffurt in der Thüringer Landesklasse West (7. Liga). Ab August 2011 spielte er kurzzeitig in der 1. Mannschaft beim FSV Kitzscher.

## Nationalmannschaft
Für die Fußballnationalmannschaft der Republik Kongo bestritt Embingou von 1995 bis 2004 insgesamt 27 Länderspiele. Schon bei seinem ersten Länderspieleinsatz (3:0 gegen Niger) trug er die Kapitänsbinde. Unter anderem nahm er mit dem Kongo am Afrika-Cup 2000 und an der Qualifikation zur Fußball-Weltmeisterschaft 2006 teil.